# Down the road wherever
Down the road wherever is het negende studioalbum van  de Britse zanger, liedschrijver en gitarist Mark Knopfler.
Mark Knopfler was medeoprichter en zanger-gitarist van de Britse rockband Dire Straits, die onder meer bekend werd met Sultans of swing en Brothers in arms. Vanaf 1995 heeft Knopfler zich gericht op zijn solocarrière en heeft hij onder meer albums gemaakt met Chet Atkins (Neck and neck) en Emmylou Harris (Roadrunning). Ook heeft hij albums geproduceerd van Bob Dylan en Randy Newman en de soundtrack geschreven van diverse films.

## Muziek
Op dit album staan vooral rustige, ingetogen nummers. Ook staan er een paar jazzy nummers op (o.a. When you leave). Good on you son en Nobody does that zijn funky nummers. Alle nummers op dit album zijn geschreven door Knopfler, Just a boy away from home schakelt na een paar minuten over in een instrumentale versie van het lied You'll Never Walk Alone. Dat lied wordt vaak gezongen door voetbalsupporters. Het is van oorsprong een compositie van Richard Rodgers en Oscar Hammerstein II en maakt deel uit van hun Broadway musical Carousel uit 1945.

## Tracklist
1. Trapper man
2. Back on the dance floor
3. Nobody’s child
4. Just a boy away from home
5. When you leave
6. Good on you son
7. My bacon roll
8. Nobody does that
9. Drovers’ road
10. One song at a time
11. Floating away
12. Slow learner
13. Heavy up
14. Matchstick man

Het album is verschenen als compact disc, lp, deluxe cd (met twee bonustracks: Rear view mirror en Every heart in the room) en een box-set (met een lp, deluxe cd en een ep met vier bonus tracks: Drover’s road, Don’t suck me in, Sky and water en Pale imitation). De tracklist hierboven is van het standaardalbum (cd).

## Muzikanten
Op dit album speelt Knopfler grotendeels met dezelfde muzikanten als op zijn voorgaande albums.
- Gitaar: Mark Knopfler, Richard Bennett en Robbie McIntosh,
- Keyboard: Jim Cox
- Percussie en achtergrondzang: Danny Cummings
- Keyboard, achtergrondzang: Guy Fletcher
- Saxofoon: Nigel Hitchcock
- Viool: John McCusker
- Fluiten: Mike Mc Goldrick
- Trombone: Trevor Mires
- Trompet: Tom Walsh
- Drums: Ian Thomas
- Bas: Glenn Worf
- Achtergrondzang: Kris Drever, Lance Ellington, Katie Kissoon, Imelda May, Beverly Skeete, Guy Fletcher

## Album
Dit album is opgenomen in de British Grove Studios, die eigendom is van Mark Knopfler. Eerder hebben in deze studio opnames plaatsgevonden van o.a. Razorlight, Noah and the Whale en het bluesalbum Blue & Lonesome van de Rolling Stones.
Het album is geproduceerd door Mark Knopfler en Guy Fletcher, die beiden gespeeld hebben in Dire Straits. Geluidstechnici waren Martin Hollis en Guy Fletcher, met assistentie van Andy Cook, Jason Elliot, Poppy Kavanagh, Rowan McIntosh en Josh Tyrrell. De gitaartechnicus was Glenn Saggers en de mastering is verzorgd door Bob Ludwig.
Er zijn twee singles uitgebracht van dit album: Good on you son en Back on the dance floor. Good on you son kwam in België in de tipparade.
Op de albumhoes staat een lege weg die in de verte verdwijnt tussen een paar bergen. De hoes is ontworpen door Chris Friedman en de fotografie is van Hendrik Hansen.
Down the road wherever werd door de site AllMusic gewaardeerd met drie en een halve ster (maximaal vijf). Recensent Timothe Monger sluit zijn recensie af met: Still, the fact that Knopfler is writing and recording at such a high level of quality at this stage in his career makes each release something to celebrate.
Het album behaalde de hitparade in een groot aantal landen. In de Americana Album Top 40 in de Verenigde Staten kwam het album op 24 november 2018 nieuw binnen op de eerste plaats, evenals in Noorwegen en Zwitserland. In Nederland haalde het album de vijfde plaats in de Album Top 100.
Dit zijn voorlopige cijfers; het album staat ten tijde van aanmaak van de tabel nog in de albumlijsten.
| land                      | piek |
| ------------------------- | ---- |
| VS Americana Album Top 40 | 1    |
| Noorwegen                 | 1    |
| Zwitserland               | 1    |
| Zweden                    | 2    |
| Denemarken                | 3    |
| Finland                   | 3    |
| Duitsland                 | 3    |
| Oostenrijk                | 4    |
| Nederland                 | 5    |
| Canada                    | 6    |
| Portugal                  | 6    |
| België (Vlaanderen)       | 7    |
| Italië                    | 7    |
| Polen                     | 7    |
| België (Wallonië)         | 10   |
| Nieuw-Zeeland             | 10   |
| Tsjechië                  | 10   |
| Schotland                 | 11   |
| Hongarije                 | 15   |
| Verenigde Staten          | 15   |
| Frankrijk                 | 17   |
| Groot-Brittannië          | 17   |
| Ierland                   | 20   |